# Johannes Fallerius
Johannes Fallerius, född 1608 i Veta församling, Östergötland, död 6 februari 1664 i Rogslösa församling, Östergötlands län, var en svensk präst.

## Biografi
Fallerius föddes 1608 på Fall i Veta socken. Han var son till bonden Jon Jonsson (död 1644) och Marit Nilsdotter (död 1651). Fallerius prästvigdes 7 april 1628 och besökte Uppsala 1630. Fallerius blev 1638 krigspräst. 1641 blev han krigsmanshuspastor vid Vadstena krigsmanshusförsamling. 5 november 1651 blev Fallerius kyrkoherde i Rogslösa församling. Fallerius avled 6 februari 1664 i Rogslösa socken och begravdes i Rogslösa kyrka.
Ett porträtt av honom finns i sakristian, Örberga kyrka.

### Familj
Fallerius gifte sig omkring 1641 med Hanna Jonsdotter (död 1676). De fick tillsammans barnen Margareta Fallerius (född 1641), kyrkoherden Jonas Fallerius i Veta församling, bonden Joan Fallerius (född 1646) i Hässleby, Rogslösa socken, Regina Fallerius som var gift med komministern S. Argillander i Rogslösa församling, Elisabeth Fallerius (1650-1651), Magnus Fallerius (född 1653), Maria Fallerius (1654-1698) som var gift med kyrkoherden Lars Bågman i Vallby församling, Lars Fallerius (1656-1657), Elisabeth Fallerius (1658-1675) och Samuel Fallerius (född 1660). Efter Fallerius död gifte Hanna Jonsdotter om sig med kyrkoherden Nicolaus Collinus i Rogslösa församling.